# Alberto Aquilani
Alberto Aquilani (* 7. července 1984, Řím, Itálie) je fotbalový trenér a bývalý italský fotbalový záložník. Od roku 2020 byl trenérem juniorů (Primavera) ve Fiorentině, se kterým vyhrál třikrát za sebou Coppa Italia Primavera.

## Hráčská kariéra

### Klubová
Narodil se v Římě a jeho první fotbalové kroky vedli do AS Řím. První utkání mezi dospělými odehrál ve věku 18 let 10. května 2003 proti Turínu. Na sezonu 2003/04 byl poslán na hostování do druholigové Triestiny, kde odehrál 41 utkání. Poté se vrátil zpět do Říma, kde hrál do roku 2009. Podílel se na vítězství na italském superpoháru 2007 a také vyhrál dvakrát za sebou Italský pohár (2006/07, 2007/08). Nejlepšího umístění v lize obsadil 2. místo (2005/06, 2006/07, 2007/08). I když s klubem v roce 2009 podepsal smlouvu na tři roky, byl záhy prodán za 20 milionů Euro do anglického Liverpoolu. Za vlky odehrál celkem 149 utkání a vstřelil 15 branek.
S Liverpoolem podepsal smlouvu na čtyři roky. S klubem hrál LM, jenže se nedostal ze skupiny a dostal se alespoň do Evropské ligy, kde došel do semifinále. V lize se umístil na 7. místě.
Po špatné sezoně byl v srpnu 2010 poslán na hostování s opcí do Juventusu. Jelikož odehrál dva zápasy Evropské ligy za Liverpool, nemohl již soutěž hrát za starou dámu. V lize odehrál 33 utkání, ale s klubem obsadil jen 7. místo a poté vedení klubu se rozhodlo že opci na přestup nevyužije. V Itálii ale přesto zůstal. V srpnu 2011 se Liverpool domluvil na půjčce s opcí s Milánem. Klubu ale nepomohl obhájit titul z ligy a obsadil 2. místo, čtyři body za Juventusem. Také hrál LM, ale ve čtvrtfinále jich vyřadila Barcelona. I když odehrál celkem 31 utkání, Rossoneri se rozhodli že jej nekoupí.
V srpnu 2012 jej nakonec Liverpool uvolnil zadarmo do Fiorentiny. V klubu fialek odehrál za tři sezony celkem 105 utkání a vstřelil 15 branek. Hrál s nimi EL 2013/14, kde došel do osmifinále a v lize dokráčel dvakrát za sebou na 4. místo (2012/13, 2013/14).
V srpnu 2015 odešel do portugalského Sportingu. V klubu zůstal jednu sezonu ve které vyhrál Portugalský superpohár. Následující sezonu odešel hrát zpět do Itálie, kde hrál za Pescaru, jenže po půl roce byl poslán na hostování do Sassuola. Sezonu 2017/18 odehrál ve španělském Las Palmas a po 21 ligových zápasech se v červenci 2018 se rozhodl ukončit smlouvu s klubem. V létě 2019 se rozhodl ukončit kariéru.

### Reprezentační
Dne 15. listopadu 2006 debutoval v seniorském Itálském v přátelském zápase proti Turecku (1:1).  První branku vstřelil 15. října 2008 v zápase proti Černé hoře (2:1). 
Zúčastnil se jednou MS, kde si nezahrál v žádném utkání a jednou na ME. Poslední utkání si zahrál proti Albánii 18. listopadu 2014 (1:0).  Celkem odehrál za národní tým 38 utkání a vstřelil 5 branek.

## Trenérská kariera
V létě 2019 se stal trenérem mládeže Fiorentiny a v prosinci 2019 se stal technickým spolupracovníkem A týmu. 
Další posun v kariéře měl v létě 2020, když převzal juniorský (Primavera) tým fialek. To již navštěvoval kurzy trénování UEFA A, aby mohl vést tým Serie A. Za tři roky v týmu vyhrál celkem 5 trofejí. Byl oceněn nejlepším trenérem u juniorů. Po vzájemné dohodě ukončil s vedením smlouvu po sezoně 2023/24.
Dne 29. června 2023 byl oficiálně oznámen jako nový trenér druholigové Pise. Sezonu dokončil na 13. místě a po sezoně ukončil s týmem smlouvu.

## Přestupy
- z Řím do Liverpool za 20 000 000 Euro
- z Liverpool do Fiorentina za 2 000 000 Euro
- z Fiorentina do Sporting zadarmo
- z Sporting do Pescara zadarmo
- z Pescara do Las Palmas zadarmo

## Statistika

### Klubová
| Sezóna               | Klub                 | Liga                 | Liga   | Liga | Národní poháry | Národní poháry | Národní poháry | Kontinentální poháry | Kontinentální poháry | Kontinentální poháry | Celkem | Celkem |
| Sezóna               | Klub                 | Soutěž               | Zápasy | Góly | Soutěž         | Zápasy         | Góly           | Soutěž               | Zápasy               | Góly                 | Zápasy | Góly   |
| -------------------- | -------------------- | -------------------- | ------ | ---- | -------------- | -------------- | -------------- | -------------------- | -------------------- | -------------------- | ------ | ------ |
| 2002/03              | Řím                  | Serie A              | 1      | 0    | IP             | 1              | 0              | LM                   | 0                    | 0                    | 2      | 0      |
| 2003/04              | Triestina            | Serie B              | 41     | 4    | IP             | 0              | 0              | -                    | 0                    | 0                    | 41     | 4      |
| 2004/05              | Řím                  | Serie A              | 29     | 0    | IP             | 4              | 0              | LM                   | 5                    | 0                    | 38     | 0      |
| 2005/06              | Řím                  | Serie A              | 24     | 3    | IP             | 4              | 2              | PU                   | 8                    | 1                    | 36     | 6      |
| 2006/07              | Řím                  | Serie A              | 13     | 1    | IP+IS          | 3+1            | 0+2            | LM                   | 5                    | 0                    | 22     | 3      |
| 2007/08              | Řím                  | Serie A              | 21     | 3    | IP+IS          | 4+1            | 1+0            | LM                   | 5                    | 0                    | 31     | 4      |
| 2008/09              | Řím                  | Serie A              | 14     | 2    | IP+IS          | 1+1            | 0              | LM                   | 4                    | 0                    | 20     | 2      |
| Celkem za Řím        | Celkem za Řím        | Celkem za Řím        | 102    | 9    | -              | 20             | 5              | -                    | 27                   | 1                    | 149    | 15     |
| 2009/10              | Liverpool            | Premier League       | 18     | 1    | AP+ALP         | 2+1            | 0              | LM+EL                | 2+3                  | 0+1                  | 26     | 2      |
| 2010                 | Liverpool            | Premier League       | 0      | 0    | AP+ALP         | 0              | 0              | EL                   | 2                    | 0                    | 2      | 0      |
| Celkem za Liverpool  | Celkem za Liverpool  | Celkem za Liverpool  | 18     | 1    | -              | 3              | 0              | -                    | 7                    | 1                    | 28     | 2      |
| 2010/11              | Juventus             | Serie A              | 33     | 2    | IP             | 1              | 0              | EL                   | 0                    | 0                    | 34     | 2      |
| 2011/12              | Milán                | Serie A              | 23     | 1    | IP             | 1              | 0              | LM                   | 7                    | 0                    | 31     | 1      |
| 2012/13              | Fiorentina           | Serie A              | 25     | 7    | IP             | 2              | 0              | -                    | 0                    | 0                    | 27     | 7      |
| 2013/14              | Fiorentina           | Serie A              | 31     | 6    | IP             | 3              | 0              | EL                   | 10                   | 1                    | 44     | 7      |
| 2014/15              | Fiorentina           | Serie A              | 25     | 0    | IP             | 2              | 0              | EL                   | 7                    | 1                    | 34     | 1      |
| Celkem za Fiorentinu | Celkem za Fiorentinu | Celkem za Fiorentinu | 81     | 13   | -              | 7              | 0              | -                    | 17                   | 2                    | 105    | 15     |
| 2015/16              | Sporting             | Primeira Liga        | 19     | 3    | PP+PLP+PS      | 2+3+0          | 0+1+0          | LM+EL                | 2+6                  | 0+1                  | 32     | 5      |
| 2016/17              | Pescara              | Serie A              | 9      | 1    | IP             | 0              | 0              | -                    | 0                    | 0                    | 9      | 1      |
| 2017                 | Sassuolo             | Serie A              | 16     | 0    | IP             | 0              | 0              | -                    | 0                    | 0                    | 16     | 0      |
| 2017/18              | Las Palmas           | Primera División     | 21     | 0    | ŠP             | 2              | 0              | -                    | 0                    | 0                    | 23     | 0      |
| Celkově              | Celkově              | Celkově              | 363    | 34   | -              | 39             | 6              | -                    | 66                   | 5                    | 468    | 45     |

### Reprezentační

#### Statistika na velkých turnajích
| Reprezentace | Rok     | Zápasy              | Zápasy | Zápasy    | Zápasy           | Zápasy           | Zápasy            |
| Reprezentace | Rok     | Fáze turnaje        | Datum  | Soupeř    | Odehraných minut | Vstřelené branky | Výsledek          |
| ------------ | ------- | ------------------- | ------ | --------- | ---------------- | ---------------- | ----------------- |
| Itálie       | ME 2008 | 3 zápas ve skupině  | 17. 6. | Francie   | 8                | 0                | 2:0               |
| Itálie       | ME 2008 | Čtvrtfinále         | 22. 6. | Španělsko | 108              | 0                | 0:0 (2:4 na pen.) |
| Itálie       | KP 2013 | 1 zápas ve skupině  | 16. 6. | Mexiko    | 2                | 0                | 2:1               |
| Itálie       | KP 2013 | 2 zápas ve skupině  | 20. 6. | Japonsko  | 30               | 0                | 4:3               |
| Itálie       | KP 2013 | 3 zápas ve skupině  | 22. 6. | Brazílie  | 90               | 0                | 2:4               |
| Itálie       | KP 2013 | Semifinále          | 27. 6. | Španělsko | 40               | 0                | 0:0 (6:7 na pen.) |
| Itálie       | KP 2013 | Zápas o 3. místo    | 30. 6. | Uruguay   | 51               | 0                | 2:2 (5:4 na pen.) |
| Itálie       | MS 2014 | Nehrál žádné utkání |        |           |                  |                  |                   |

### Trenérská
| Sezóna  | Klub    | Liga    | Liga   | Liga  | Liga   | Liga   | Liga      | Národní poháry | Národní poháry | Národní poháry | Národní poháry | Národní poháry | Národní poháry | Kontinentální poháry | Kontinentální poháry | Kontinentální poháry | Kontinentální poháry | Kontinentální poháry | Kontinentální poháry | Celkem | Celkem | Celkem | Celkem |
| Sezóna  | Klub    | Soutěž  | Zápasy | Výhry | Remízy | Prohry | Umístění  | Soutěž         | Zápasy         | Výhry          | Remízy         | Prohry         | Úspěch         | Soutěž               | Zápasy               | Výhry                | Remízy               | Prohry               | Úspěch               | Zápasy | Výhry  | Remízy | Prohry |
| ------- | ------- | ------- | ------ | ----- | ------ | ------ | --------- | -------------- | -------------- | -------------- | -------------- | -------------- | -------------- | -------------------- | -------------------- | -------------------- | -------------------- | -------------------- | -------------------- | ------ | ------ | ------ | ------ |
| 2023/24 | Pisa    | Serie B | 38     | 11    | 13     | 14     | 13. místo | IP             | 1              | 0              | 0              | 1              | -              | -                    | 0                    | 0                    | 0                    | 0                    | –                    | 39     | 11     | 13     | 15     |
| Celkově | Celkově | Celkově | 38     | 11    | 13     | 14     | –         | –              | 1              | 0              | 0              | 1              | –              | –                    | 0                    | 0                    | 0                    | 0                    | –                    | 39     | 11     | 13     | 15     |

## Úspěchy

### Klubové
- vítěz italského poháru (2x)

Řím: 2006/07, 2007/08
- vítěz italského superpoháru (1x)

Řím: 2007
- vítěz portugalského Superpoháru (1x)

Sporting: 2015

### Reprezentační
- 1x na MS (2014)
- 1x na ME (2008)
- 1x na Konfederačním poháru FIFA (2013 - bronz)
- 1x na ME U21 (2007)

### Individuální
- Nejlepší hráč na ME U19 (2003)
- All Stars team na ME U21 (2007)